# Túnel de Paracuellos
El túnel de Paracuellos es un túnel ferroviario ubicado en España que pasa bajo el Sistema Ibérico. Se encuentra entre Calatayud y Zaragoza, sobre el eje de la LAV Madrid Zaragoza-Barcelona-Figueras.
Su longitud es de 4740 m si se incluyen las bocas de entrada, lo que le hace el más largo de la línea y uno de los más largos de España. Fue ejecutado por la UTE FCC-NECSO, con la colaboración de Murer como subcontratista y el uso de una tuneladora. Fue abierto en 2003.